# Luisa Posada Kubissa
María Luisa Posada Kubisa (Madrid, 12 de juny de 1957), és una filòsofa, escriptora i teòrica feminista espanyola. Professora titular de teoria del coneixement, estètica i història del pensament de la Facultat de Filosofia de la Universitat Complutense de Madrid (UCM).

## Trajectòria
Va estudiar filosofia a la Universitat Autònoma de Madrid. El 1989 va llegir la seva tesi doctoral sobre “Los sentidos de lo inteligible y lo sensible en Kant”.
Des de 2009 és professora titular a la Universitat Complutense de Madrid, en el departament de Filosofia IV, on exerceix la docència des de 1997 i ha impartit, entre d'altres, les assignatures de teoria i crítica feministes i teoria del coneixement. És, també, membre del Consell de l'Institut de Recerques Feministes de la Universitat Complutense des de 1991.
Va formar part del seminari permanent sobre feminisme i Il·lustració, sota la direcció de la filòsofa Cèlia Amorós des de 1989 fins a la seva extinció. Va participar en el projecte de recerca Feminismo, proyecto ilustrado y postmodernidad, dirigit també per Cèlia Amorós de 1997 fins a l'any 2000, entre altres projectes de recerca en els quals ha participat.
Juntament amb Cèlia Amorós va coordinar el curs Historia de la teoría feminista de l'Institut de Recerques de la Universitat Complutense durant els cursos 1998/1999 i 1999/2000.
Ha estat directora del títol propi del màster en Feminisme i Gènere de la UCM (2005-2008), així com experta en l'Observatori Estatal de Violència sobre la Dona des del 2004 al 2009. Entre les seves activitats en l'àmbit de la teoria feminista, imparteix docència en el màster en Estudis Feministes i en el programa de Doctorat d'Estudis Feministes i de gènere, tots dos de la UCM.

## Publicacions
Llibres
- 2015: Filosofía, crítica y (re)flexiones feministas, Editorial Fundamentos
- 2012: Sexo, vindicación y pensamiento. Huerga & Fierro
- 2010: Luisa Posada Kubissa y Maríán López Fdez.Cao (eds.) Pensar con Celia Amorós, Editorial Fundamentos
- 2008: Razón y conocimiento en Kant. Biblioteca Nueva. Madrid
- 2007: Celia Amorós y Luisa Posada Kubissa (eds.) Feminismo y Multiculturalismo. Instituto de la mujer
- 2000: Celia Amorós. Ediciones del Orto
- 1998: Sexo y esencia. De esencialismos encubiertos y esencialismos heredados. Editorial horas y horas
- 1995: (Traducción del alemán) Filosofía de damas y moral masculina. Del Abad de Gérard al Marqués de Sade. Un ensayo sobre la razón ingeniosa, de Ursula Pia Jauch

Col·laboracions en obres col·lectives
- 2011: “La trata de mujeres en la globalización”, a Celia Amorós i Fernando Quesada (coord.) Las mujeres como sujetos emergentes en la era de la globalización: nuevas modalidades de violencia y nuevas formas de ciudadanía, Instituto de la Mujer-Estudios.
- 2010: “A manera de introducción”, a Maríán López Fdez.Cao y Luisa Posada Kubissa (eds.) Pensar con Celia Amorós, Editorial Fundamentos
- 2008: “La epistemologización de la diferencia y la impugnación del paradigma de la igualdad entre los sexos”, a Alicia Puleo (ed.) El reto de la igualdad de género. Nuevas perspectivas en Ética y Filosofía Política. Editorial Biblioteca Nueva
- 2008: “Sobre violencia de género: algunas reflexiones a propósito de la educación y la legislación”, a Rosa Cobo Bedía (coord.) Educar en la ciudadanía: perspectivas feministas. Libros de la Catarata
- 2007: “El feminismo árabe de Fatema Mernissi”, a Celia Amorós y Luisa Posada Kubissa (eds.) Feminismo y multiculturalismo. Instituto de la mujer
- 2006: “Sobre multiculturalismo y feminismo: diferencia cultural y universalidad”, a Rosa Cobo Bedía (ed.) Interculturalidad, feminismo y educación. Catarata, Ministerio de educación y ciencia. Madrid[3]
- 2006: “Celia Amorós“, a María José Guerra i Ana Hardisson (coords.) 20 pensadoras del siglo XX, Tomo II. Ediciones Nóbel
- 2005: “La diferencia sexual como diferencia esencial: sobre Luce Irigaray” a Celia Amorós i Ana de Miguel (eds.) Teoría feminista: de la ilustración a la globalización, Vol.2. Editorial Minerva.
- 2005: “El pensamiento de la diferencia sexual: el feminismo italiano. Luisa Muraro y El orden simbólico de la madre”, a Celia Amorós i Ana de Miguel (eds.) Teoría feminista: de la ilustración a la globalización, Vol.2. Editorial Minerva.
- 2004: “The Growing Presence of Feminist Theory in Spain”, a Elisabeth de Sotelo (ed.) New woman of Spain. Munster: Lit Verlag
- 2002: “Las Hijas Deben Ser Siempre Sumisas. Discurso patriarcal y violencia contra las Mujeres”, a Violencia de género y sociedad: una cuestión de poder, Madrid, Ayuntamiento de Madrid.
- 2002: Prólogo, a Lidia Cirillo (aut.) Mejor huérfanas. Por una crítica feminista al pensamiento de la diferencia. Anthropos Editorial
- 2000: “Teoría feminista y construcción de la subjetividad”, a Almudena Hernando (ed.) La construcción de la subjetividad femenina. Instituto de Investigaciones Feministas UCM-Asociación cultural Al-Mudaina
- 2000: “De discursos estéticos, sustituciones categoriales y otras operaciones simbólicas: en torno a la filosofía del feminismo de la diferencia”, a Amorós (ed.) Feminismo y filosofía. Editorial Síntesis
- 1998: “Feminismo, igualdad y discurso contemporáneo. (A 150 años de Séneca Falls)”, a Concha Fagoaga (ed.) 1898-1998 Un siglo avanzando hacia la igualdad de las mujeres. Dirección General de la Mujer-CAM
- 1995: “Pactos entre mujeres”, a Celia Amorós (directora) 10 palabras clave sobre mujer. Editorial Verbo Divino[4]
- 1992: “Kant: de la dualidad teórica a la desigualdad práctica”, a Celia Amorós (ed.) 1988-1992: actas del seminario permanente. Instituto de Investigaciones Feministas Feminismo e ilustración